# Joan Moles i Ormella
Joan Moles i Ormella (Gràcia, Barcelona, 1871 - Mèxic, 1945) fou un advocat i polític català.

## Biografia
Fill de Pere Moles i Alrich de la Seu d'Urgell, i de Maria Ormella i Figuerola de Balaguer. Va ser el primer fill dels cinc que van tenir. Era germà d'Enric Moles i Ormella, químic expert en la determinació de pesos atòmics.
Es llicencià en dret a la Universitat de Barcelona el 1895. Milità successivament en la Unió Republicana, el Centre Nacionalista Republicà i de la Unió Federal Nacionalista Republicana, fou regidor de l'ajuntament de Barcelona el 1901 i diputat independent per la Solidaritat Catalana pel districte de Lleida a les eleccions generals espanyoles de 1907 i 1910 i senador el 1913. Després fou degà del Col·legi d'Advocats de Barcelona, marmessor de Jacint Verdaguer, i novament diputat a les eleccions de 1918 i 1919. També col·laborà al diari la Publicitat
Durant la dictadura de Primo de Rivera va fer oposició des del seu bufet, defensant en judici als implicats en el complot de Garraf i els intents de confiscació del patrimoni familiar de Francesc Macià. Durant la Segona República Espanyola fou nomenat governador civil de Barcelona (1932), alt comissari d'Espanya al Marroc (1933), president de la Generalitat (del 17 de febrer al 4 de març de 1936), governador general de Catalunya i Ministre de Governació del 13 de maig al 18 de juliol de 1936 en el govern de Santiago Casares Quiroga. En acabar la guerra civil espanyola es va exiliar a Illa (Rosselló) i després a Mèxic, on hi va publicar un estudi sobre Mossèn Cinto.